# Летний Наволок
Ле́тний На́волок — деревня в Приморском районе Архангельской области. Входит в состав Пертоминского сельского поселения.

## История
Указом Президиума Верховного Совета РСФСР от 26 апреля 1941 года переименованы Дураковский сельский совет Беломорского района Архангельской области в Летне-Наволокский сельский совет и деревня Дураково — в Летний Наволок.

## Население
| 2002 | 2010 | 2012 |
| ---- | ---- | ---- |
| 40   | ↘25  | ↘7   |